# Deepdale
Deepdale es un estadio ubicado en Preston, Inglaterra, casa del club Preston North End F.C. y Museo Nacional de fútbol inglés.

## Historia
El terreno donde estaba originalmente el estadio era la Granja Deepdale. Fue alquilado el 21 de enero de 1875 por el equipo deportivo del pueblo de North End y originalmente era utilizado para cricket y rugby. Acogió el primer partido de fútbol el 5 de octubre de 1878. El récord de asistencia para un partido del Preston North End, el equipo del pueblo, en Deepdale fue de 42 684 en un partido contra el Arsenal el 23 de abril de 1938.
Las cuatro gradería originales fueron reemplazadas por nuevas estrcuturas, nombradas cada una de acuerdo a jugadores o equipos famosos del Preston North End. 
La antigua gradería 'Pavilion' fue reemplazada por la 'Invincibles Pavilion', abierta en la temporada 2008/2009. Esta fue nombrada por el equipo de la temporada 1888/1889 del Preston North End que fue el primer equipo de Liga que pasó una temporada completa sin perder, y la primera en completar el doblete de la Liga y la Copa F.A. Actualmente Deepdale tiene una capacidad para 23 408 espectadores de sólo asientos y palcos ejecutivos.
El equipo de mujeres también juega en Deepdale. Dada la historia del escenario fue utilizado para la Eurocopa Femenina 2005.

## Museo Nacional de Fútbol
Anteriormente ubicado en el estadio Deepdale en Preston, el Museo Nacional de Fútbol abrió en junio de 2001 y fue cerrado en el 2010. Era una organización caritativa independiente, que contenía las siguientes colecciones:
- Colección del Museo FIFA
- La Colección de la Asociación de Fútbol de Inglaterra
- La Colección del Football League Championship
- La Colección del Estadio Wembley
- El libro de colección de la FIFA
- La colección de la gente
- La colección del Preston North End
- La colección Harry Langton
- La colección Sir Stanley Matthews
- La colección Littlewoods

Alrededor de 42 000 piezas se mostraban todo el tiempo, pero en total tenía más de 130 000 piezas. Entre ellas se encontraban las siguientes:
- Una de dos pelotas de la Final de la Copa Mundial de Fútbol de 1930.
- La pelota de la Final de la Copa Mundial de Fútbol de 1966.
- La réplica del Trofeo Jules Rimet, hecha en secreto por la FA en 1966 luego que la original fuese robada, y con la cual desfilaron los jugadores ingleses en la final del Mundial de 1966.
- El uniforme femenino más antiguo, de la década de 1890.
- La camiseta que vistió Diego Maradona cuando marcó los famosos goles "La mano de Dios" y "El Gol del Siglo" contra Inglaterra en los cuartos de final de la Copa Mundial de Fútbol de 1986.

## Patrimonio de la Humanidad de la UNESCO
A comienzos del 2005, el Museo Nacional de Fútbol ubicado en Deepdale decidió emprender un procedimiento ante la Unesco para hacer de Deepdale un Patrimonio de la Humanidad como casa del fútbol profesional.